# Ласкомб
Ласкомб (англ. Luscombe) — пригород Голд-Коста, в штате Квинсленд, на востоке Австралии.
Название Ласкомб получил от сахарной плантации, которая располагалась в этом районе на берегу реки.

## География
Ласкомб расположен на небольшом возвышении к югу от пригорода Ятала, на восточном берегу реки Элберт. До ближайшего морского побережья в пригороде Саут-Страдброк-Айленд — 20 километров.

## Население
В 2011 году население пригорода Ласкомб составляло 448 человек.
По переписи 2016 года, в Ласкомбе проживало уже 307 человек. Из них 217 родились в Австралии. 83% населения города общаются дома на английском.
Уменьшение числа жителей связано с изменением площади пригорода с 25 км² до 17 км² в период с 2011 по 2016 год, между переписями населения.

## Галерея
- Вид в пригороде Ласкомб
- На заднем плане видны территории пригородов Сидар-Крик, Тамборин и Тамборин Маунтин.